# Под същото небе
„Под същото небе“ (на македонска литературна норма: „Под исто небо“) е военен филм от Република Македония от 1964 година на режисьора Любиша Георгиевски, Мики Стаменкович по сценарий на Йован Бошковски.
Главните роли се изпълняват от Беким Фехмиу, Дарко Дамевски, Драган Оцоколич, Драгомир Фелба, Йован Миликевич, Марко Тодорович, Нада Гешовска, Славко Симич, Весна Краина, Виктор Старчич.

## Сюжет
Сюжетът се развива след капитулацията на Италия в Западна Македония. Проследява съдбата на партизаните, които са изпратени в града да отвлекат внимание. При случайна среща с партизаните умира братът на Мифтари, който тръгва да издирва партизаните. Филмът проследява сблъсъка между партизаните и Мифтари, който ги издирва из целия град. Двама от партизаните се крият в къщата на Кръстьо, а третият се крие в джамията. Филмът завършва с атаката на града и ожесточена конфронтация.